# Podzimní krize 1850

Strany listopadové krize

Podzimní krize nebo listopadová krize je označení pro politicko-vojenský konflikt v Německu. Na jedné straně stálo Rakousko s těmi německými státy, které chtěly obnovit Německý spolek, a na druhé straně Prusko, které usilovalo o založení nového spolkového státu (Erfurtské unie). Ve sporu došlo téměř až k válce, k níž nakonec po pruských ústupcích nedošlo.
Spory vyvstaly na jaře 1849. Pruský král odmítl frankfurtskou ústavu, ale okamžitě učinil nabídku německým státům, aby založily německou říši na konzervativnějším základě. Kvůli své polovičatosti nechal král Erfurtskou unii již na jaře 1850 de facto ztroskotat, přesto konflikt s Rakouskem a jeho spojenci v průběhu roku vyvrcholil. Rakousko a Bavorsko hodlaly jménem Německého spolku vpochodovat do Hesenska, aby tam podpořily obklíčeného knížete. Přes Hesensko však vedly vojenské cesty, které spojovaly západní část Pruska (Porýní a Vestfálsko) s východní částí. Prusko chtělo tyto cesty vojensky chránit.
Poté, co už v Hesensku vypukla přestřelka, ruský car zprostředkoval mezi oběma stranami jednání. Prusko se v případě války obávalo demokratických povstání, navíc Rusko podpořilo Rakousko. Prusko se proto v olomoucké punktaci vzdalo své unijní politiky. Prusko zorganizovalo konference v Drážďanech, na kterých se diskutovalo o možné spolkové reformě. Konference však vedly jen k malým změnám, takže Německý spolek byl se souhlasem Pruska v podstatě obnoven.